# Tonči Gabrić
Tonči Gabrić (11. listopadu 1961, Split – 28. října 2024, Split) byl chorvatský fotbalový brankář.

## Fotbalová kariéra
Začínal v nižších jugoslávských soutěžích v týmech RNK Split a NK Solin. V jugoslávské lize chytal za NK Čelik Zenica, Hajduk Split a NK Rijeka. V letech 1991-1993 chytal v řecké lize za PAOK Soluň. V samostatné chorvatské lize chytal za NK Pazinka a HNK Hajduk Split, se kterým získal v roce 1995 mistrovský titul. V Poháru mistrů evropských zemí nastoupil v 7 utkáních a v 7 utkáních v kvalifikaci a v Poháru UEFA nastoupil v 10 utkáních a v 9 utkáních v kvalifikaci. Za reprezentaci Chorvatska nastoupil v letech 1992-1997 v 9 utkáních. Byl členem chorvatské reprezentace na Mistrovství Evropy ve fotbale 1996, ale do utkání nezasáhl. 

## Ligová bilance
| Ročník                                 | Zápasy | Góly | Klub             |
| -------------------------------------- | ------ | ---- | ---------------- |
| 2. jugoslávská liga 1981/1982          | 8      | 0    | NK Solin         |
| 2. jugoslávská liga 1984/1985          | 31     | 0    | RNK Split        |
| Jugoslávská Prva liga 1985/1986        | 24     | 0    | NK Čelik Zenica  |
| Jugoslávská Prva liga 1987/1988        | 2      | 0    | Hajduk Split     |
| Jugoslávská Prva liga 1988/1989        | 25     | 0    | NK Rijeka        |
| Jugoslávská Prva liga 1989/1990        | 32     | 0    | NK Rijeka        |
| Jugoslávská Prva liga 1990/1991        | 35     | 0    | NK Rijeka        |
| Řecká Superliga 1991/1992              | 31     | 0    | PAOK Soluň       |
| Řecká Superliga 1992/1993              | 12     | 0    | PAOK Soluň       |
| Prva hrvatska nogometna liga 1993/1994 | 12     | 0    | NK Pazinka       |
| Prva hrvatska nogometna liga 1994/1995 | 17     | 0    | HNK Hajduk Split |
| Prva hrvatska nogometna liga 1995/1996 | 28     | 0    | HNK Hajduk Split |
| Prva hrvatska nogometna liga 1996/1997 | 20     | 0    | HNK Hajduk Split |
| Prva hrvatska nogometna liga 1997/1998 | 22     | 0    | HNK Hajduk Split |
| Prva hrvatska nogometna liga 1998/1999 | 15     | 0    | HNK Hajduk Split |
| CELKEM Prva hrvatska nogometna liga    | 114    | 0    |                  |
| CELKEM Jugoslávská Prva liga           | 118    | 0    |                  |
| CELKEM Řecká Superliga                 | 43     | 0    |                  |